# Hillsong Music
Cet article concerne le label discographique Hillsong Music, pour les homonymes voir la page Hillsong 
Hillsong Music est un label discographique de musique chrétienne contemporaine, affilié à l'église Hillsong Church, basée à Sydney en Australie.  Ses principaux groupes sont Hillsong Worship, Hillsong United, Hillsong Young & Free et Hillsong Kids.

## Historique

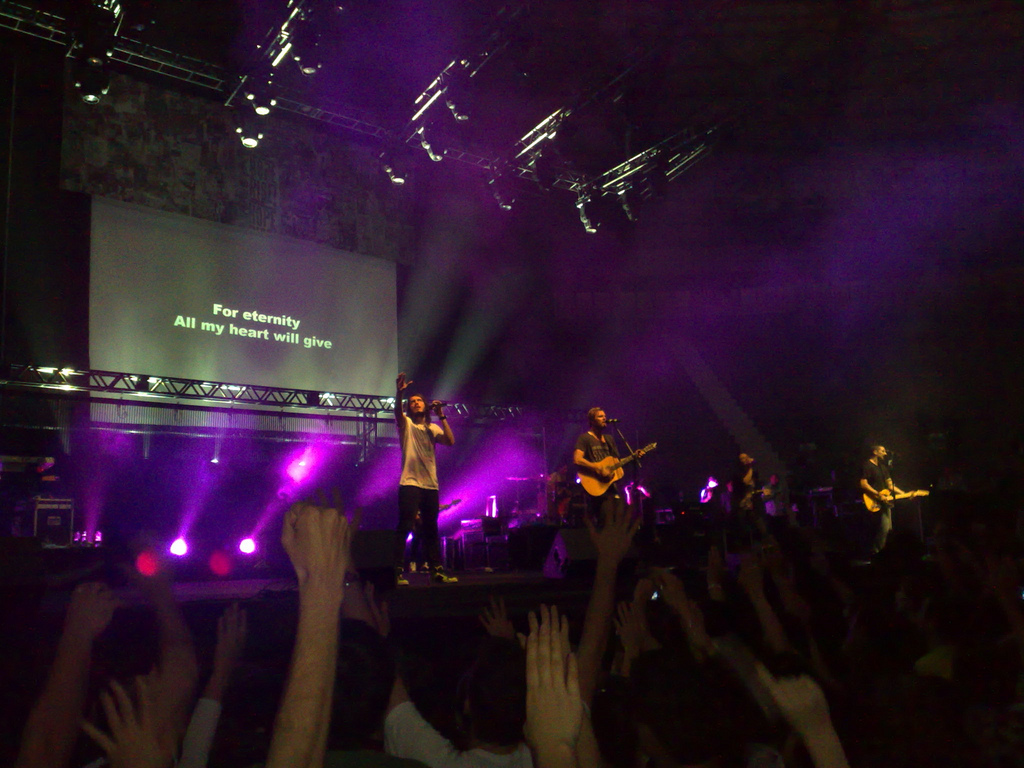
Concert d’Hillsong United au Brésil, en 2009

Hillsong Worship, un groupe de louange de Hillsong Church, formé en 1983, sort un premier album Spirit and truth en 1988. Show Your Glory suivra en 1990.  C’est dans ce contexte que naît Hillsong Music en 1991 . En 1992, un premier concert, The power of your love, est porté à l'écran. La chanson Shout to the Lord, écrite par Darlene Zschech, devient un succès, et contribuera à la notoriété d'Hillsong Music. En 1998, le groupe Hillsong United rejoint le label.
Au niveau international, Hillsong Music a eu une influence importante dans la musique chrétienne contemporaine ,,.
En 2012, Hillsong Music a réalisé un projet (le Global project) réunissant neuf églises évangéliques partenaires dans le monde, afin de produire des albums en neuf langues différentes (espagnol, portugais, coréen, mandarin, indonésien, allemand, français, suédois et russe) .
En 2013, Hillsong music avait vendu plus de 14 millions d’albums.
En 2018, Brian Houston a affirmé que toutes les chansons de Hillsong sont approuvées par des théologiens.

## Discographie

### Hillsong Worship albums
1. Spirit and truth (1988)
2. Show Your Glory (1990)
3. The Power of Your Love (1992)
4. Stone's Been Rolled Away (1993)
5. People Just Like Us (1994)
6. Friends in High Places (1995)
7. God Is in the House (1996)
8. All Things Are Possible (1997)
9. Touching Heaven Changing Earth (1998)
10. By Your Side (1999)
11. For This Cause (2000)
12. You Are My World (2001)
13. Blessed (2002)
14. Hope (2003)
15. For All You've Done (2004)
16. God He Reigns (2005)
17. Mighty To Save (2006)
18. Saviour King (2007)
19. This Is Our God (2008)
20. Faith+Hope+Love (2009)
21. A Beautiful Exchange (2010)
22. Yahweh Hillsong Chapel (2010)
23. Con Todo (2010)
24. En Mi Lugar (2011)
25. It Is Well With my Soul (2011)
26. God Is Able (2011)
27. Cornerstone (2012)
28. Glorious Ruins (2013)
29. No Other Name (2014)
30. Open Heaven / River Wild (2015)
31. Let There Be Light (2016)
32. The Peace Project (2017)
33. There Is More (2018)
34. Awake (2019)

### Hillsong United albums
1. One (1998)
2. Everyday (1999)
3. Best Friend (2000)
4. King of Majesty (2001)
5. To the Ends of the Earth (2002)
6. More Than Life (2004)
7. Look to You (2005)
8. United We Stand (2006)
9. Unidos Permanecemos (2007)
10. All of the Above (2007)
11. In a Valley by the Sea (EP) (2007)
12. The I Heart Revolution. Part I: With Hearts as One (2008)
13. Across the Earth (2009)
14. Aftermath (2011)
15. Live in Miami (2012)
16. Zion (2013)
17. Oceans (2013)
18. Zion Acoustic Sessions (2013)
19. The White Album (Remix Project) (2014)
20. Empires (2015)
21. Of Dirt and Grace: Live from the Land (2016)
22. Wonder (2017)
23. People (2019)

### Hillsong Young & Free albums
1. We Are Young & Free (2013)
2. This Is Living (2014)
3. The Remixes (2015)
4. Youth Revival (2016)
5. Youth Revival Acoustic (2017)
6. III (2018)

### Hillsong Kids albums
1. Jesus Is My Superhero (2004)
2. Super Strong God (2005)
3. Supernatural (2006)
4. Tell The World (2007)
5. Follow You (2008)
6. Ultimate Kids Collection (2009)
7. Hillsong Kids Big Curriculum (2010)

### Worship Series albums
1. Simply Worship (1997)
2. Simply Worship 2 (1997)
3. Simply Worship 3 (1998)
4. Overwhelmed (2000)
5. Amazing Love (2002)
6. Faithful (2003)

### Youth Alive albums
1. Jump to the Jam (1994)
2. Chosen One (1996)
3. The Plan (1998)
4. One (1999)
5. Awake (2000)
6. Elevate (2001)

### Instrumental Worship albums
1. The Secret Place (1999)
2. Forever (2003)

### Christmas albums
1. Christmas (2001)
2. Celebrating Christmas (2005)
3. Peace Has Come (2014)

### Hillsong compilation
1. Hills Praise (1997)
2. Extravagant Worship: The Songs of Darlene Zschech (2001)
3. Extravagant Worship: The Songs of Reuben Morgan (2002)
4. The Platinum Collection Volume 1: Shout to the Lord (2003 ; d'abord publié sous le titre Millennium: The Story So Far)
5. The Platinum Collection Volume 2: Shout to the Lord 2 (2003)
6. Ultimate Worship (2005)
7. Hillsong Global Project (2012)

### Hillsong Music Ukraine albums
1. Пламя (1995)
2. Мы будем славить (1997)
3. Это знает душа моя (1998)
4. Прыгай в небеса (1998)
5. С Богом возможно всё (1999)
6. Мы любим петь об этом (1999)
7. План (2000)
8. Небеса на земле (2000)
9. Лучший Друг (2001)
10. Революция (2001)
11. Царь Величия (2002)
12. Пожар (2003)
13. Слава в вышних (2004)
14. Иисус мой Супергерой (2005)
15. Это мой дом (2005)
16. Спасение (2006)
17. Суперсильный Бог (2006)
18. Господь всего (2007)
19. Сверхъестественный Бог (2007)
20. Алтарь (2008)
21. Это наш Царь (2009)
22. Бог есть любовь (2010)
23. Неразделимы (2010)
24. Всего мира свет (2010)

### Hillsong London albums
1. Shout God's Fame (2004)
2. Jesus Is (2006)
3. Hail To The King (2008)

### Geoff Bullock albums
1. Now Is the Time (1996)

### Darlene Zschech albums
1. I Believe the Promise (1997)
2. The Power of Your Love Symphony (2000)
3. Kiss of Heaven (2003)
4. Change Your World (2005)
5. You are Love (2011)

### Reuben Morgan albums
1. World Through Your Eyes (2004)

### Autres albums
1. Spirit and Truth (1988 ; tout premier album d'Hillsong)
2. Show Your Glory (1990 ; suite de Spirit and Truth)
3. Shout to the Lord (1996)
4. UP: Unified Praise (2004 ; enregistré avec Delirious?)
5. Songs for Communion (2006)